# Colombia, Nuevo León
Colombia är en ort i Mexiko.   Den ligger i kommunen Anáhuac och delstaten Nuevo León, i den nordöstra delen av landet, 900 km norr om huvudstaden Mexico City. Colombia ligger 146 meter över havet och antalet invånare är 514.
Terrängen runt Colombia är platt. Runt Colombia är det ganska tätbefolkat, med 230 invånare per kvadratkilometer. Det finns inga andra samhällen i närheten. Trakten runt Colombia består i huvudsak av gräsmarker.